# 85 (tal)
85 (åttiofem) är det naturliga talet som följer 84 och som följs av 86.
- Hexadecimala talsystemet: 55
- Binärt: 1010101
- Delbarhet: 1, 5, 17, 85
- har primfaktoriseringen 5 och 17
- Summan av delarna: 108

## Inom matematiken
- 85 är ett udda tal.
- 85 är ett semiprimtal.
- 85,  86 och  87 är den andra serien av tre efterföljande tal som alla är semiprimtal.
- 85 är ett oktaedertal.
- 85 är ett centrerat triangeltal.
- 8 är ett centrerat kvadrattal.
- 85 är ett dekagontal.
- 85= 92 + 22 = 72 + 62
- I bas 10 är 85 ett Smithtal.
- 85 är ett Jacobsthaltal.
- 85 är ett extraordinärt tal.
- 85 är ett kvadratfritt tal.
- 85 är ett aritmetiskt tal.
- 85 är ett palindromtal i det binära talsystemet.
- 85 är ett palindromtal i det kvarternära talsystemet.
- 85 är ett palindromtal i det hexadecimala talsystemet.

## Inom vetenskapen
- Astat, atomnummer 85
- 85 Io, en asteroid
- M85, linsformad galax i Berenikes hår, Messiers katalog